# 英国アカデミー賞ゲーム部門
英国アカデミー賞ゲーム部門（British Academy Games Awards）は、その年のコンピューターゲームに関連した業績に対して授与される賞で、英国映画テレビ芸術アカデミー（BAFTA）が授与を行っている。2003年に始まり、2013年以降は毎年3月に開催されている。一部メディアでは「BAFTAゲーム賞」とも呼ばれる。

## 部門
- ベストゲーム賞（Best Game）
- ゲームデザイン賞（Best Game Design）
- 美術賞（Best Artistic Achievement）
- 脚本賞（Best Story）
- 作曲賞（Best Original Music）
- 音響賞（Best Audio Achievement）
- パフォーマー賞（Best Performer） - モーションキャプチャーのキャストに授与される
- アクション・アドベンチャー作品賞（Best Action & Adventure Game）
- ファミリー作品賞（Best Family Game）
- スポーツ作品賞（Best Sports Game）
- 戦略・シミュレーション作品賞（Best Strategy & Simulation Game）
- オンラインマルチプレイ作品賞（Best Online Multiplayer Game）
- モバイル作品賞（Best Mobile & Handheld Game）
- 英国作品賞（Best British Game）
- 新作賞（Best Debut Game）
- 革新賞（Best Game Innovation）

などの部門がある。